# Chlorarachniophyceae
Las algas cloraracneas (Chlorarachniophyceae, Chlorarachnea o más tradicionalmente Chlorarachniophyta) es un pequeño grupo de microalgas que se encuentran de vez en cuando en los océanos tropicales. Son típicamente mixótrofas, ingiriendo bacterias y protistas más pequeños además de realizar la fotosíntesis. Tienen normalmente forma de amebas pequeñas, con extensiones citoplásmicas de ramificación con la que capturan presas y conectan unas células con otras, formando una red. Pueden también formar zoosporas flageladas, células cocoides con pared celular que se caracterizan por tener un solo flagelo subapical que se dobla en espiral alrededor del cuerpo de la célula.
Los cloroplastos fueron adquiridos probablemente ingiriendo algún alga verde. Están rodeados por cuatro membranas, la exterior de las cuales es continua con el retículo endoplasmático. Los cloroplastos contienen un pequeño nucleomorfo, que es probablemente un remanente del núcleo del alga. Este contiene una pequeña cantidad de ADN y se divide sin la formación de un huso mitótico. El origen de los cloroplastos a partir de algas verdes es apoyado por su pigmentación, que incluye clorofilas a y b, y por semejanzas genéticas. El otro único grupo de algas que contiene nucleomorfos es Cryptophyta, pero sus cloroplastos se derivan probablemente de una alga roja.
Chlorarachniophyta incluye solamente cinco géneros, que muestran una cierta variación en sus ciclos vitales. Los estudios genéticos los colocan en Cercozoa, un grupo diverso de protozos ameboides.

Estructura de un Chlorarachniophyceae
1. Pseudópodo
2. Extrusoma
3. Mitocondria
4. Vesícula de recubrimiento
5. Aparato de Golgi
6. Nucleomorfo
7. Plastos (4, verde secundario)
8. Tilacoide
9. Pirenoide
10. Glóbulos
11. Retículo endoplasmático liso
12. Nucléolo
13. Núcleo
14. Presa en el fagosoma
15. Vacuola digestiva